# Ланге, Людвиг (художник)
Людвиг Ланге (нем. Ludwig Lange; 22 марта 1808, Дармштадт — 31 марта 1868, Мюнхен) — немецкий живописец и архитектор, брат Юлиуса и Густава Георга Ланге. Отец и учитель архитектора Эмиля Ланге.

## Биография
Людвиг Ланге с 1823 года учился архитектуре у Георга Августа Лерха, затем в 1826—1830 гг. занимался в Гиссенском университете под руководством Георга Моллера.
С 1830 года учился ландшафтной живописи в Мюнхене у Карла Ротмана. Совместно с братьями участвовал в работе над многотомным собранием гравюр «Оригинальные виды исторически примечательных городов в Германии…» (нем. Originalansichten der historisch-merkwürdigsten Städte in Deutschland, ihrer Dome, Kirchen und sonstigen Baudenkmale; 1832—1855).
С 1835 года Ланге работал в Греции, написал много пейзажей, одновременно преподавал в афинской гимназии и был советником по архитектуре короля Оттона.
В 1838 году поселился в Мюнхене и начиная с 1847 года до конца жизни был профессором архитектуры в местной Академии художеств.
В своих произведениях умело соединял живописность и строгость архитектурных форм. Его наиболее интересные сооружения — загородный дворец короля Максимилиана II в Берхтесгадене (1850—1855), Лейпцигский музей изобразительных искусств (1858) и Археологический музей в Афинах (проект фасада выполнил Эрнст Циллер).
Ланге издан любопытный сборник архитектурных композиций под заглавием: «Werke der höhern Baukunst» (3 т., 1846—1855).

## Знаменитые постройки Людвига Ланге

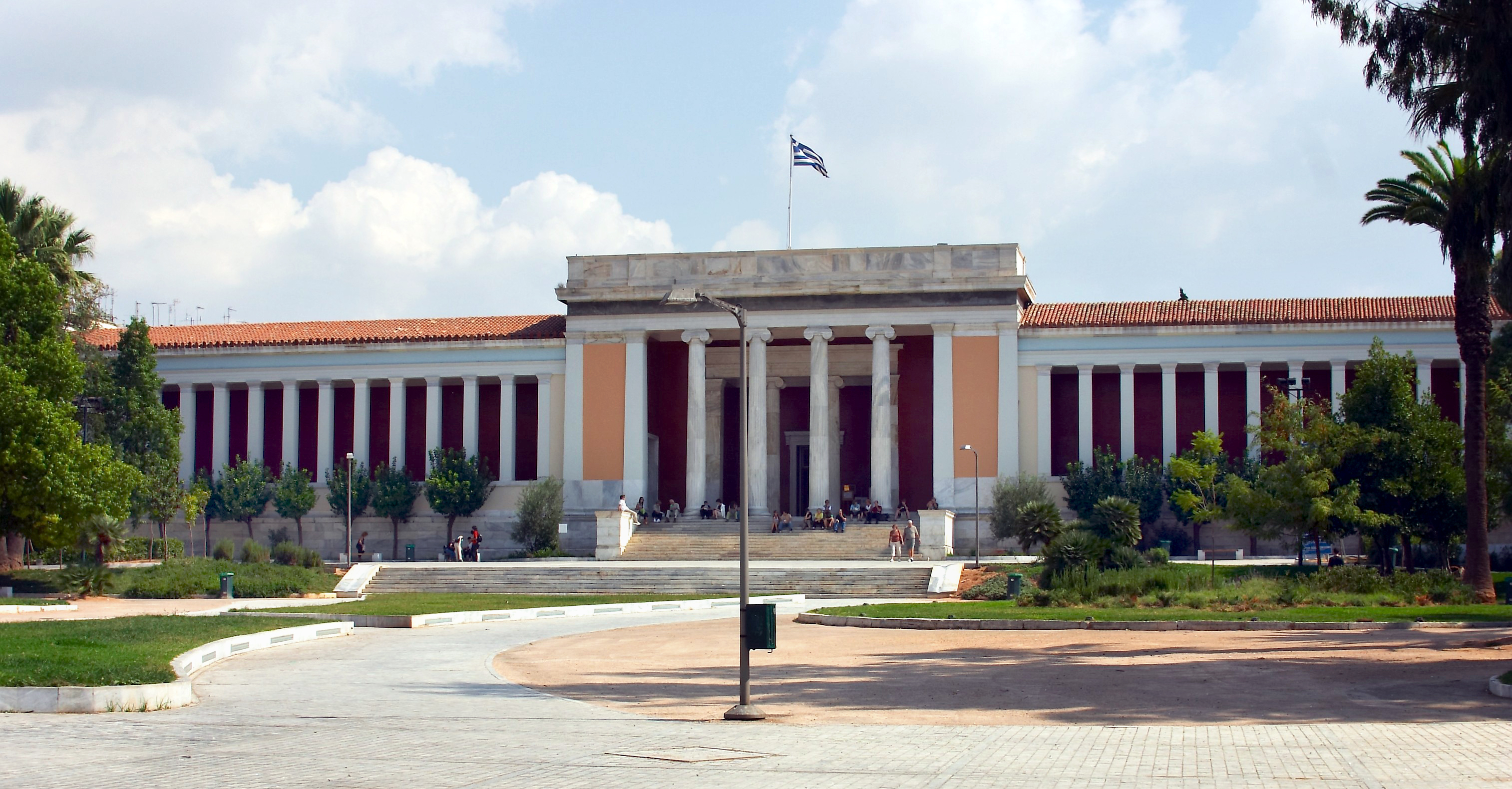
Национальный археологический музей (Афины). Проект фасада выполнен Э. Циллером
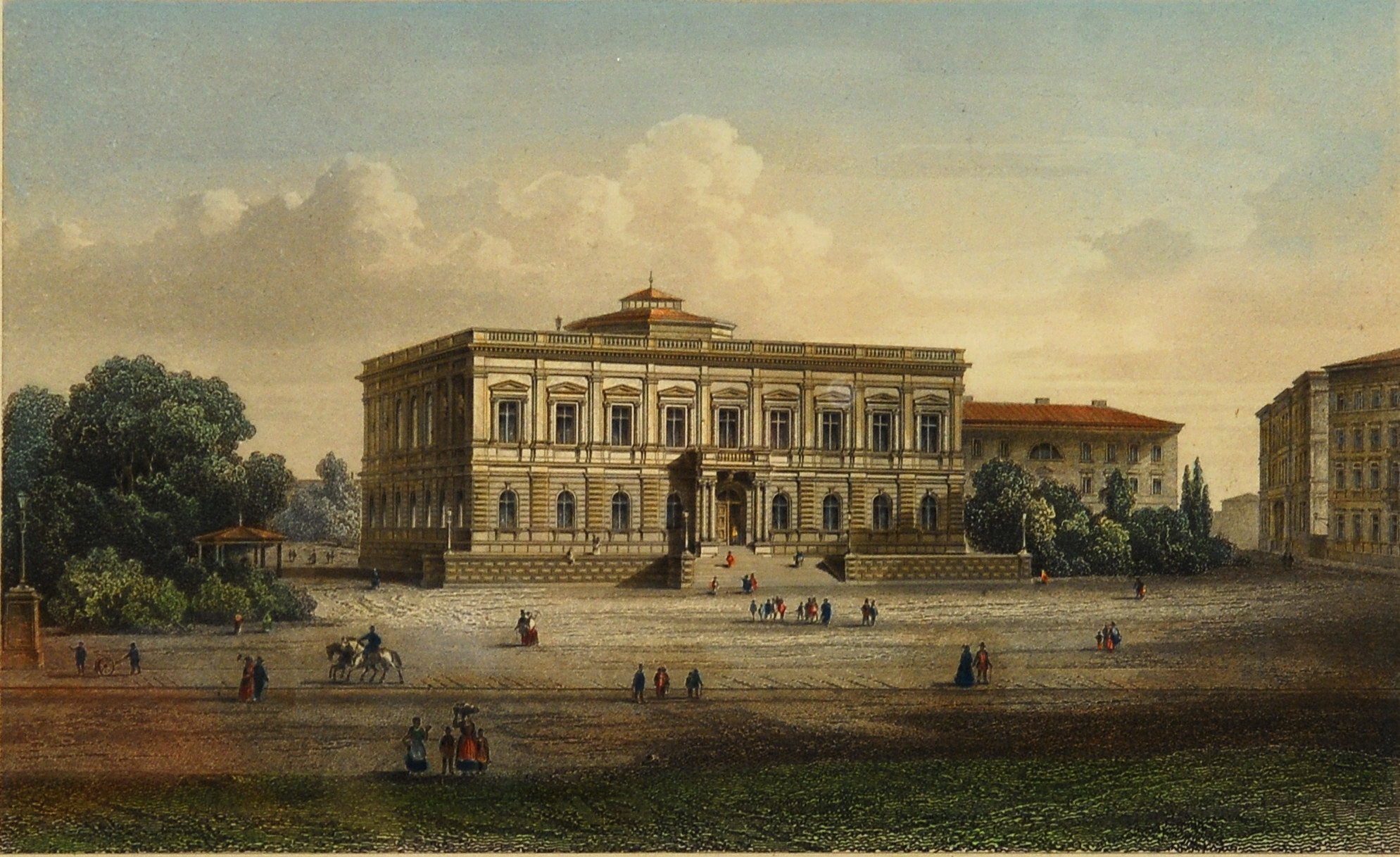
Музей изобразительных искусств в Лейпциге (здание капитально перестроено в 1880-х годах в связи с ростом экспозиции; полностью разбомблено в войну).